# الخشعة (السدة)

تعديل مصدري - تعديل

الخشعة محلة تابعة لقرية الواطية، التابعة لعزلة بني الحارث بمديرية السدة إحدى مديريات محافظة إب في الجمهورية اليمنية.، بلغ تعداد سكانها 51 حسب تعداد اليمن لعام 2004.